# Dékanmey
Dékanmey è un arrondissement del Benin situato nella città di Sô-Ava (dipartimento dell'Atlantico) con 5.192 abitanti (dato 2006).